# Wspólnota administracyjna Neuhof an der Zenn
Wspólnota administracyjna Neuhof an der Zenn – wspólnota administracyjna (niem. Verwaltungsgemeinschaft) w Niemczech, w kraju związkowym Bawaria, w rejencji Środkowa Frankonia, w regionie Westmittelfranken, w powiecie Neustadt an der Aisch-Bad Windsheim. Siedziba wspólnoty znajduje się w miejscowości Neuhof an der Zenn, a jej przewodniczącym jest Bruno Thürauf.
We wspólnocie zrzeszona jest jedna gmina targowa (Markt) oraz jedna gmina wiejska (Gemeinde): 
- Neuhof an der Zenn, gmina targowa, 2 054 mieszkańców, 30,85 km²
- Trautskirchen, 1 335 mieszkańców, 19,83 km²